# Sabal
Pour les articles homonymes, voir Sabal (homonymie).
Genre
Classification phylogénétique
Sabal est un genre de la famille des Arecaceae (les Palmiers). C'est le genre unique de la tribu des 'Sabaleae'. Il a été ainsi nommé par le botaniste français Michel Adanson (1727-1806). On ignore l'origine du terme, il s'agit  probablement d'un nom local indien. Mais comme il a été ainsi nommé par un botaniste français , une légende voudrait que ce soit en indiquant où se trouvait ce palmier qu'il aurait utilisé en verlan  ‘la bas’ (Sabal). 
Les baies de Sabal étaient cueillies par les Amérindiens. Selon une légende, des colons, voyant des animaux à la chair « onctueuse et grasse » s'en repaître, auraient goûté ces baies et leur auraient attribué des propriétés curatives. Depuis le XIe siècle, la pulpe du fruit est considérée comme tonique ; aujourd'hui, elle sert à soigner asthénie, affections des voies urinaires et hypertrophies de la prostate.
Il est réputé pour sa résistance au froid. Certaines espèces de Sabal sont en effet capables de survivre à des températures très basses, de l’ordre de -15 °C à -20 °C.

## Taxinomie
Le genre Sabal fait partie de la famille des Arecaceae, de la sous-famille des Coryphoideae, de la tribu  des Sabaleae (anciennement Sabalinae). Sabal est le seul genre de la tribu Sabaleae.
Cette tribu, avec un seul genre, est très proche de la tribu Cryosophileae.

## Liste des espèces
Le genre présente actuellement 17 espèces, et un hybride, reconnues valides.
- Sabal antillensis  M.P.Griff.	[2] (Antilles Néerlandaises, Curaçao)
- Sabal bermudana L.H.Bailey[3] - (Bermudes)
- Sabal causiarum (O.F.Cook) Becc. - (Porto Rico, Haïti, République dominicaine)
- Sabal domingensis Becc. - (Haïti, République dominicaine)
- Sabal etonia Swingle ex Nash - (Floride)
- Sabal gretheriae H.J.Quero[4]
- Sabal lougheediana 	M.P.Griff. & Coolen	[2]  (Antilles Néerlandaises, Bonaire)
- Sabal maritima (Kunth) Burret - (Jamaïque, Cuba)
- Sabal mauritiiformis (H.Karst.) Griseb. & H.Wendl. - (Sud du Mexique, Nord de la Colombie, Venezuela, Trinité-et-Tobago)
- Sabal mexicana Mart. (Sud du Texas, Mexique, Salvador, Guatemala) (Synonyme : Sabal guatemalensis Becc.)
- Sabal miamiensis Zona  [2]- (Sud-Est de la  Floride)
- Sabal minor (Jacq.) Pers. - (Sud-Est des États-Unis)
- Sabal palmetto (Walter) Lodd. ex Schult. & Schult.f. - (Floride, Caroline du Nord, Cuba, Bahamas)
- Sabal pumos    (Kunth) Burret[4] - (Mexique)
- Sabal rosei    (O.F.Cook) Becc. - (Mexique)
- Sabal uresana  Trel[4]. - (Mexique)
- Sabal yapa     C.Wright ex Becc. - (Mexique (péninsule du Yucatan), Belize, Cuba)
- Sabal × brazoriensis    D.H.Goldman, Lockett & Read (Texas)

## Distribution
Les palmiers du genre Sabal sont répandus dans toute la zone des Caraïbes et les pays alentour : Mexique, Sud des États-Unis, Nord de la Colombie, Amérique centrale, Trinité, Venezuela. Certaines espèces vivent dans des zones relativement sèches, en forêt claire ou dans des zones où la végétation est basse. D’autres apprécient au contraire des terrains humides, voire inondés. Certaines espèces poussent également dans les dunes.

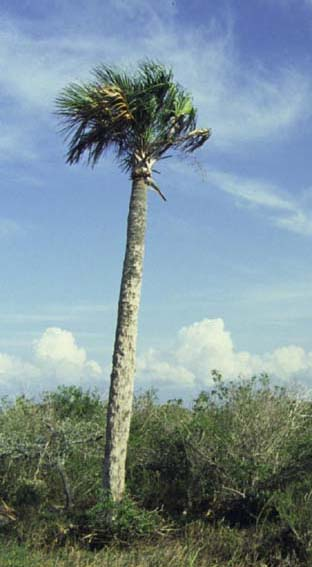
Sabal palmetto.

## Description
Le genre est composé de palmiers à feuilles dites costapalmées, qui sont intermédiaires entre les feuilles palmées et pennées.
Quelques espèces présentent un stipe souterrain, ou très court ; mais la plupart des espèces ont un stipe colonnaire et robuste pouvant aller jusqu'à plus de 10 mètres de hauteur.
La couronne est composée de grandes feuilles palmées vertes ou glauques. Les feuilles sont nervurées, elles ont un pétiole lisse, et sont faites de segments bifides découpés jusqu'au milieu.
Il se multiplie à partir de graines au printemps sur des sols bien drainés et très ensoleillés.
Les Sabal sont des palmiers monoïques qui développent des inflorescences aux ramifications multiples.
Les baies, récoltées à maturité en automne, sont souvent égrenées avant d'être séchées.

## Résistance au froid de quelques espèces du genreSabal
Les chiffres sont donnés à titre indicatif. Ils donnent la résistance maximale au froid dans de bonnes conditions : froid bref et air sec.
- Sabal bermudana : -10 °C à -15 °C
- Sabal causarium : -9 °C
- Sabal etonia : -10 °C
- Sabal mexicana : -8 °C
- Sabal minor : -15 °C à -20 °C
- Sabal palmetto : -10 °C à -14 °C

## Principaux constituants
- Lipides (graisses) contenant acides gras, alcool gras, phytostérols
- Flavonoïdes
- Polysaccharides

## Principaux effets
- Anti-inflammatoire
- Antispasmodique
- Anti-androgène
- Diurétique